# Ignacio Prieto
Ignacio Prieto (23 de setembro de 1943) é um ex-futebolista chileno. Ele competiu na Copa do Mundo de 1966, sediada na Inglaterra.